# Azagra (Navarra)
Azagra ist ein Ort und eine Gemeinde (municipio) mit 3.756 Einwohnern (Stand: 2024) in der autonomen Gemeinschaft Navarra im Norden von Spanien.

## Lage und Klima
Azagra liegt auf einer Anhöhe oberhalb des Ebro, der die westliche und südliche Gemeindegrenze bildet, in ca. 290 m Höhe und ist ca. 85 km (Fahrtstrecke) in südsüdwestlicher Richtung von der Regionalhauptstadt Pamplona entfernt. Das Klima ist gemäßigt bis warm; Regen (ca. 543 mm/Jahr) fällt übers Jahr verteilt.

## Bevölkerungsentwicklung
| Jahr      | 1970 | 1981 | 1991 | 2001 | 2011 | 2021 |
| Einwohner | 3100 | 3069 | 3288 | 3756 | 3860 | 3781 |

## Wirtschaft
Azagra gehört zum Rioja-Weinbaugebiet.

## Sehenswürdigkeiten

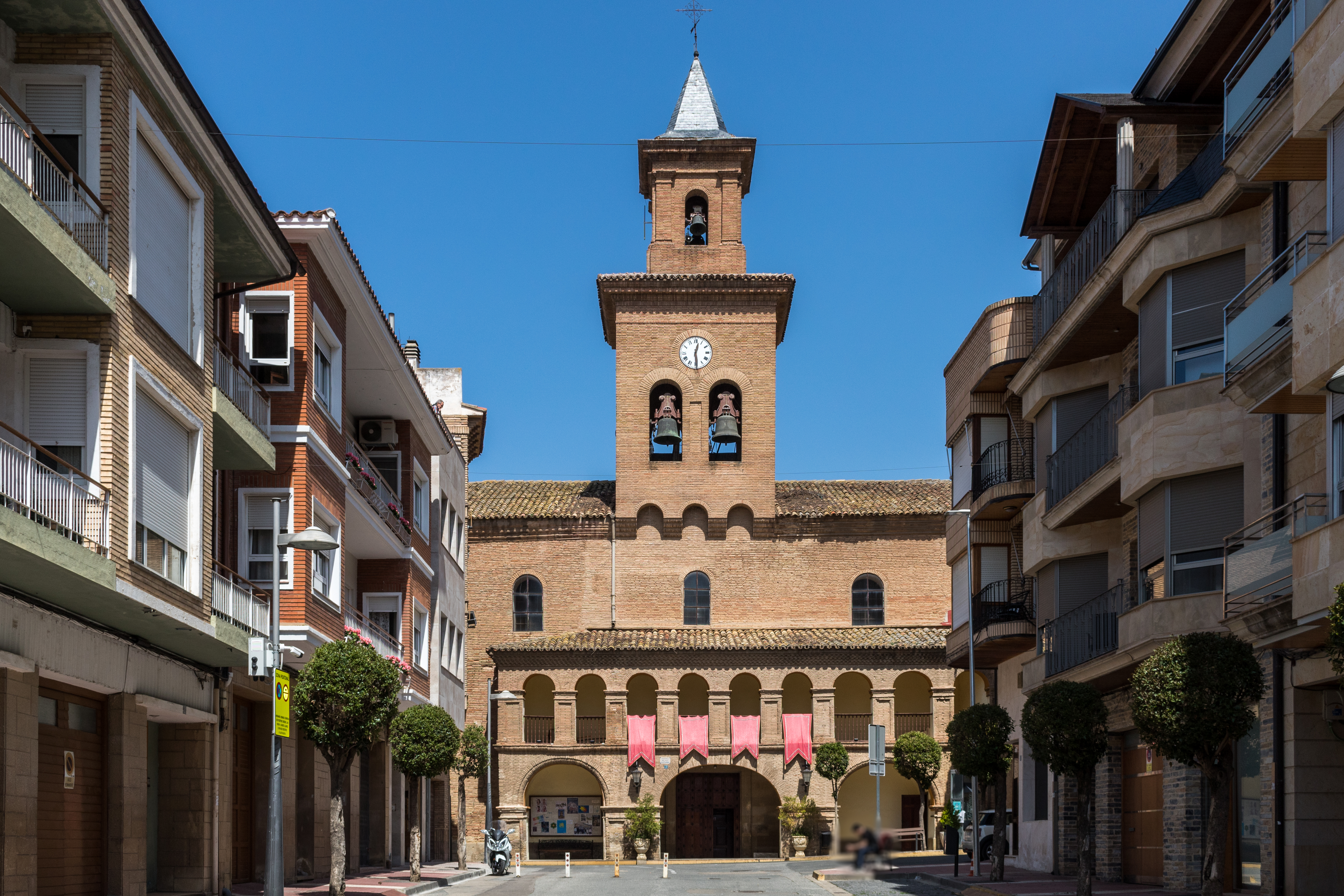
Salvatorkirche
- Marienbasilika
- Stefansbasilika

- Salvatorkirche

## Gemeindepartnerschaften
Mit der französischen Stadt Audenge im Département Gironde (Neuaquitanien) sowie den spanischen Gemeinden Albarracín in der Provinz Teruel (Aragon) und Bedmar in der Provinz Jaén.

## Persönlichkeiten
- Pedro Ruiz de Azagra, eroberte 1170 Albarracín von den Mauren
- Gregorio Luri Medrano (* 1955), Philosoph